# André Cassagnes
André Cassagnes (23 de setembro de 1926 — 16 de janeiro de 2013) foi um inventor, técnico em eletrotécnica, criador de brinquedos e designer francês. Cassagnes é mais conhecido como o inventor do Etch A Sketch, um brinquedo de desenho mecânico fabricado pela Ohio Art Company.

## Biografia
Cassagnes nasceu nos arredores de Paris, França, em 23 de setembro de 1926. Seus pais eram donos de uma padaria, onde ele trabalhou quando adolescente. Uma alergia a farinha o obrigou a procurar outra linha de trabalho, e ele se tornou eletricista para a Lincrusta, um fabricante francês que produzia molduras de retratos usando alumínio em pó.

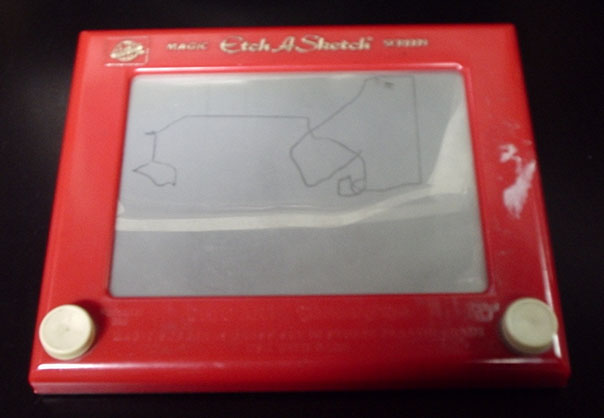
Etch A Sketch

Certa vez, Cassagnes fazia uma instalação de rotina de uma placa de interruptor de luz. A placa estava envolta em uma cobertura de decalque translúcida. Durante a instalação, Cassagnes removeu o decalque e escreveu sobre ele com um lápis. Ele rapidamente percebeu que a imagem era transferida para a face oposta do decalque. Cassagnes trabalhou em sua descoberta, que levou ao primeiro protótipo do Etch A Sketch ao mundo. Ele chamou sua invenção de L'Ecran Magique, que é traduzida como "Tela Mágica." O brinquedo foi revelado pela primeira vez em 1959 na Feira do Brinquedo em Nuremberg, Alemanha Ocidental. Cassagnes mais tarde, entrou em parceria com a fabricante norte-americana Ohio Art Company para desenvolver o Etch a Sketch em sua forma familiar. A Ohio Art Company lançou o Etch a Sketch nos Estados Unidos durante o Natal de 1960.
Cassagnes foi também um designer de pipas e inventor bem conhecido na França. Essa era a sua principal ocupação, mas permaneceu com apenas um hobby, onde ele se especializou na criação de pipas modulares originais durante a década de 1980. Um artigo de 1992 da revista Kite Lines descreveu-o como "o mais famoso artesão de pipas da França." Ele também inventou vários jogos mecânicos: o Teleguide, que orienta os carros de metal sobre uma pista; e o SkeDoodle, um brinquedo conceitual no qual os usuários desenham as imagens sobre uma tela em forma de globo.
Cassagnes morreu em um subúrbio de Paris, em 16 de janeiro de 2013, com a idade de 86 anos, de acordo com um relatório da Toy Industry Association (TIA). Ele vivia com sua esposa, Renée, e seus três filhos.